# Centrální park Černý Most
Centrální park Černý Most je rozsáhlá plocha zeleně uprostřed sídliště Černý Most v Praze, v městské části Praha 14.

## Historie a popis
Sídliště Černý Most se stavělo v několika etapách. Část označovaná jako Černý Most I byla dokončena v roce 1980, na jihovýchodě ji ohraničuje Pospíchalova ulice. Další části ležící více na jihovýchodě jsou souhrnně označovány jako Černý Most II a byly stavěny později, především v letech 1985 až 1992. Pás zeleně, který Černý Most I a II odděluje, dostal název Centrální park Černý Most. Táhne se mezi panelovými domy od Ocelkovy ulice (na jihozápadě) k Cíglerově ulici (na severovýchodě) v délce asi 1 km a v šířce asi 50 až 150 m.
Centrální park, který měl sloužit jako hlavní rekreační plocha uvnitř sídliště, se realizoval až kolem roku 1995. Snahou bylo vytvořit přírodní biokoridor mezi dvěma terénními vlnami, které mají vzbuzovat dojem přirozeného a výstavbou nedotčeného území. V parku jsou poměrně rozsáhlé travnaté plochy umožňující krajinářsky zajímavé průhledy. Sadové úpravy navazují na zeleň v okolí. Západně od středu parku je nevelký rybníček s ostrůvkem, nazvaný Aloisov (plocha asi 0,9 ha) a napájený především z dešťové kanalizace sídliště. V parku je několik dětských hřišť a vedou jím pěší trasy umožňující obyvatelům sídliště procházet mezi částmi sídliště a okolní infrastrukturou.
Městská část Praha 14 v roce 2016 iniciovala průzkum, jak park lépe přizpůsobit potřebám jeho uživatelů a návštěvníků. V roce 2019 byla vypsána veřejná soutěž na zpracování architektonicko-krajinářského řešení projektu „Revitalizace Centrálního parku Černý Most“ a v letech 2020 až 2021 by měl být záměr za asi 25 milionů korun realizován.